# Union soviétique aux Jeux olympiques d'hiver de 1964
Cet article contient des informations sur la participation et les résultats de l'Union soviétique aux Jeux olympiques d'hiver de 1964, qui ont eu lieu à Innsbruck en Autriche.

## Médaillés
| Médaille | Nom | Sport               | Épreuve                 |
| -------- | --- | ------------------- | ----------------------- |
| Or       | Vladimir Melanin | Biathlon            | 20 km                   |
| Or       | Klavdija Bojarskikh | Ski de fond         | 5 km femmes             |
| Or       | Klavdija Bojarskikh | Ski de fond         | 10 km femmes            |
| Or       | Alevtina Kolchina Yevdokiya Mekshilo Klavdija Bojarskikh | Ski de fond         | Relais 3 × 5 km femmes  |
| Or       | Ludmila Belousova Oleg Protopopov | Patinage artistique | Couples                 |
| Or       | Équipe d'URSS de hockey sur glace (Viktor Konovalenko, Boris Zaytsev, Vitali Davydov, Edouard Ivanov, Aleksandr Ragouline, Viktor Kuzkin, Konstantin Loktev, Aleksandr Almetov, Veniamin Aleksandrov, Yevgeny Mayorov, Viatcheslav Starchinov, Boris Maïorov, Leonid Volkov, Viktor Iakouchev, Anatoli Firsov, Oleg Zaïtsev, Stanislav Petoukhov) | Hockey sur glace    | Compétition hommes      |
| Or       | Ants Antson | Patinage de vitesse | 1 500 m hommes          |
| Or       | Lidiya Skoblikova | Patinage de vitesse | 500 m femmes            |
| Or       | Lidiya Skoblikova | Patinage de vitesse | 1 000 m femmes          |
| Or       | Lidiya Skoblikova | Patinage de vitesse | 1 500 m femmes          |
| Or       | Lidiya Skoblikova | Patinage de vitesse | 3 000 m femmes          |
| Argent   | Aleksandr Privalov | Biathlon            | 20 km hommes            |
| Argent   | Yevdokiya Mekshilo | Ski de fond         | 10 km femmes            |
| Argent   | Nikolay Kiselyov | Combiné nordique    | Individuel hommes       |
| Argent   | Vladimir Orlov | Patinage de vitesse | 500 m hommes (ex æquo)  |
| Argent   | Yevgeny Grishin | Patinage de vitesse | 500 m hommes (ex æquo)  |
| Argent   | Irina Yegorova | Patinage de vitesse | 500 m femmes            |
| Argent   | Irina Yegorova | Patinage de vitesse | 1 000 m femmes          |
| Argent   | Valentina Stenina | Patinage de vitesse | 3 000 m femmes          |
| Bronze   | Igor Voronchikhin | Ski de fond         | 30 km hommes            |
| Bronze   | Ivan Utrobin Gennady Vaganov Igor Voronchikhin Pavel Kolchin | Ski de fond         | Relais 4 × 10 km hommes |
| Bronze   | Alevtina Kolchina | Ski de fond         | 5 km femmes             |
| Bronze   | Maria Gusakova | Ski de fond         | 10 km femmes            |
| Bronze   | Tatyana Sidorova | Patinage de vitesse | 500 m femmes            |
| Bronze   | Berta Kolokoltseva | Patinage de vitesse | 1 500 m femmes          |

## Résultats

### Ski alpin
| Athlète           | Épreuve      | Course          | Course |
| Athlète           | Épreuve      | Temps           | Rang   |
| ----------------- | ------------ | --------------- | ------ |
| Valery Shein      | Descente     | 2 min 38 s 13   | 54     |
| Tally Monastyryov | Descente     | 2 min 35 s 27   | 47     |
| Vasily Melnikov   | Descente     | 2 min 30 s 83   | 36     |
| Vasily Melnikov   | Slalom géant | N'a pas terminé | –      |
| Tally Monastyryov | Slalom géant | 2 min 01 s 94   | 37     |
| Valery Shein      | Slalom géant | 2 min 01 s 18   | 34     |
| Viktor Talyanov   | Slalom géant | 2 min 00 s 38   | 31     |

| Athlète           | Qualification | Qualification | Qualification   | Qualification | Finale        | Finale       | Finale        | Finale       | Finale          | Finale       |
| Athlète           | Temps 1       | Rang          | Temps 2         | Rang          | Temps 1       | Rang         | Temps 2       | Rang         | Total           | Rang         |
| ----------------- | ------------- | ------------- | --------------- | ------------- | ------------- | ------------ | ------------- | ------------ | --------------- | ------------ |
| Valery Shein      | 56 s 33       | 32            | N'a pas terminé | –             | Non qualifié  | Non qualifié | Non qualifié  | Non qualifié | Non qualifié    | Non qualifié |
| Tally Monastyryov | 55 s 71       | 28            | 56 s 09         | 10 Qualifié   | Non partant   | –            | –             | –            | N'a pas terminé | –            |
| Vasily Melnikov   | 53 s 59       | 9 Qualifié    | –               | –             | 1 min 16 s 18 | 26           | 1 min 06 s 43 | 25           | 2 min 22 s 61   | 25           |

#### Femmes
| Athlète                     | Épreuve      | Course 1 | Course 1 | Course 2      | Course 2 | Total         | Total |
| Athlète                     | Épreuve      | Temps    | Rang     | Temps         | Rang     | Temps         | Rang  |
| --------------------------- | ------------ | -------- | -------- | ------------- | -------- | ------------- | ----- |
| Stalina Demidova-Korzukhina | Descente     |          |          |               |          | 2 min 09 s 28 | 40    |
| Galina Sidorova             | Descente     |          |          |               |          | 2 min 08 s 32 | 39    |
| Yevgeniya Kabina-Sidorova   | Descente     |          |          |               |          | 2 min 05 s 19 | 37    |
| Galina Sidorova             | Slalom géant |          |          |               |          | 2 min 12 s 98 | 39    |
| Yevgeniya Kabina-Sidorova   | Slalom géant |          |          |               |          | 2 min 11 s 06 | 38    |
| Stalina Demidova-Korzukhina | Slalom géant |          |          |               |          | 2 min 10 s 11 | 35    |
| Yevgeniya Kabina-Sidorova   | Slalom       | 52 s 00  | 25       | 1 min 07 s 48 | 28       | 1 min 59 s 48 | 27    |
| Stalina Demidova-Korzukhina | Slalom       | 51 s 88  | 24       | 53 s 09       | 17       | 1 min 44 s 97 | 18    |
| Galina Sidorova             | Slalom       | 51 s 72  | 23       | 56 s 54       | 24       | 1 min 48 s 26 | 20    |

### Biathlon

#### Hommes
| Épreuve | Athlète             | Temps             | Cibles manqués | Temps ajusté1     | Rang              |
| ------- | ------------------- | ----------------- | -------------- | ----------------- | ----------------- |
| 20 km   | Nikolay Puzanov     | 1 h 21 min 21 s 5 | 4              | 1 h 29 min 21 s 5 | 10                |
| 20 km   | Valentin Pshenitsyn | 1 h 22 min 59 s 0 | 2              | 1 h 26 min 59 s 0 | 7                 |
| 20 km   | Aleksandr Privalov  | 1 h 23 min 42 s 5 | 0              | 1 h 23 min 42 s 5 | Médaille d'argent |
| 20 km   | Vladimir Melanin    | 1 h 20 min 26 s 8 | 0              | 1 h 20 min 26 s 8 | Médaille d'or     |

1Deux minutes ajoutés par cible manquée.

### Ski de fond
| Épreuve | Athlète            | Course            | Course             |
| Épreuve | Athlète            | Temps             | Rang               |
| ------- | ------------------ | ----------------- | ------------------ |
| 15 km   | Valery Tarakanov   | 52 min 58 s 2     | 17                 |
| 15 km   | Gennady Vaganov    | 52 min 46 s 8     | 14                 |
| 15 km   | Igor Voronchikhin  | 51 min 53 s 9     | 7                  |
| 15 km   | Pavel Kolchin      | 51 min 52 s 0     | 6                  |
| 30 km   | Gennady Vaganov    | 1 h 35 min 03 s 1 | 19                 |
| 30 km   | Ivan Utrobin       | 1 h 34 min 10 s 4 | 17                 |
| 30 km   | Bayazit Gizatullin | 1 h 33 min 33 s 4 | 12                 |
| 30 km   | Igor Voronchikhin  | 1 h 32 min 15 s 8 | Médaille de bronze |
| 50 km   | Ivan Lyubimov      | 2 h 52 min 28 s 1 | 17                 |
| 50 km   | Aleksandr Gubin    | 2 h 51 min 39 s 7 | 14                 |
| 50 km   | Bayazit Gizatullin | 2 h 51 min 02 s 4 | 12                 |
| 50 km   | Igor Voronchikhin  | 2 h 49 min 21 s 7 | 11                 |

| Athlètes                                                     | Course            | Course             |
| Athlètes                                                     | Temps             | Rang               |
| ------------------------------------------------------------ | ----------------- | ------------------ |
| Ivan Utrobin Gennady Vaganov Igor Voronchikhin Pavel Kolchin | 2 h 18 min 46 s 9 | Médaille de bronze |

| Épreuve | Athlète             | Course        | Course             |
| Épreuve | Athlète             | Temps         | Rang               |
| ------- | ------------------- | ------------- | ------------------ |
| 5 km    | Rita Achkina        | 18 min 51 s 1 | 10                 |
| 5 km    | Yevdokiya Mekshilo  | 18 min 16 s 7 | 4                  |
| 5 km    | Alevtina Kolchina   | 18 min 08 s 4 | Médaille de bronze |
| 5 km    | Klavdija Bojarskikh | 17 min 50 s 5 | Médaille d'or      |
| 10 km   | Alevtina Kolchina   | 41 min 26 s 2 | 7                  |
| 10 km   | Maria Gusakova      | 40 min 46 s 6 | Médaille de bronze |
| 10 km   | Yevdokiya Mekshilo  | 40 min 26 s 6 | Médaille d'argent  |
| 10 km   | Klavdija Bojarskikh | 40 min 24 s 3 | Médaille d'or      |

| Athlètes                                                 | Course        | Course        |
| Athlètes                                                 | Temps         | Rang          |
| -------------------------------------------------------- | ------------- | ------------- |
| Alevtina Kolchina Yevdokiya Mekshilo Klavdija Bojarskikh | 59 min 20 s 2 | Médaille d'or |

### Patinage artistique
| Athlète        | Figures imposées | Libre | Points | Places | Rang        |
| -------------- | ---------------- | ----- | ------ | ------ | ----------- |
| Valery Meshkov | Non partant      | –     | –      | –      | Non partant |

| Athlètes                          | Points    | Places | Rang          |
| --------------------------------- | --------- | ------ | ------------- |
| Tatiana Zhuk Aleksandr Gavrilov   | 96,6 pts  | 45     | 5             |
| Ludmila Belousova Oleg Protopopov | 104,4 pts | 13     | Médaille d'or |

### Hockey sur glace

#### Premier tour
Les vainqueurs (en gras) sont qualifiés dans le groupe A pour se placer entre la 1re et la 8e place. Les équipes, qui perdent leurs matches de qualification, jouent dans le groupe B pour se placer entre la 9e et 16e place.
| Équipe 1         | Score | Équipe 2 |
| ---------------- | ----- | -------- |
| Union soviétique | 19–1  | Hongrie  |

#### Phase finale
| \| Rang \| Équipe \| Joués \| Gagnés \| Perdus \| Nuls \| Buts pour \| Buts contre \| Pts \| \| ---- \| ---------------- \| ----- \| ------ \| ------ \| ---- \| --------- \| ----------- \| --- \| \| 1 \| Union soviétique \| 7 \| 7 \| 0 \| 0 \| 54 \| 10 \| 14 \| \| 2 \| Suède \| 7 \| 5 \| 2 \| 0 \| 47 \| 16 \| 10 \| \| 3 \| Tchécoslovaquie \| 7 \| 5 \| 2 \| 0 \| 38 \| 19 \| 10 \| \| 4 \| Canada \| 7 \| 5 \| 2 \| 0 \| 32 \| 17 \| 10 \| \| 5 \| États-Unis \| 7 \| 2 \| 5 \| 0 \| 29 \| 33 \| 4 \| \| 6 \| Finlande \| 7 \| 2 \| 5 \| 0 \| 10 \| 31 \| 4 \| \| 7 \| Allemagne \| 7 \| 2 \| 5 \| 0 \| 13 \| 49 \| 4 \| \| 8 \| Suisse \| 7 \| 0 \| 7 \| 0 \| 9 \| 57 \| 0 \| | - URSS 5-1 USA - URSS 7-5 Tchécoslovaquie - URSS 15-0 Suisse - URSS 10-0 Finlande - URSS 10-0 Allemagne (équipe unifiée) - URSS 4-2 Suède - URSS 3-2 Canada Joueurs : Viktor Konovalenko, Boris Zaytsev, Vitali Davydov, Edouard Ivanov, Aleksandr Ragouline, Viktor Kuzkin, Konstantin Loktev, Aleksandr Almetov, Veniamin Aleksandrov, Yevgeny Mayorov, Viatcheslav Starchinov, Boris Maïorov, Leonid Volkov, Viktor Iakouchev, Anatoli Firsov, Oleg Zaïtsev, Stanislav Petoukhov |       |        |        |      |           |             |     |
| Rang | Équipe | Joués | Gagnés | Perdus | Nuls | Buts pour | Buts contre | Pts |
| 1 | Union soviétique | 7     | 7      | 0      | 0    | 54        | 10          | 14  |
| 2 | Suède | 7     | 5      | 2      | 0    | 47        | 16          | 10  |
| 3 | Tchécoslovaquie | 7     | 5      | 2      | 0    | 38        | 19          | 10  |
| 4 | Canada | 7     | 5      | 2      | 0    | 32        | 17          | 10  |
| 5 | États-Unis | 7     | 2      | 5      | 0    | 29        | 33          | 4   |
| 6 | Finlande | 7     | 2      | 5      | 0    | 10        | 31          | 4   |
| 7 | Allemagne | 7     | 2      | 5      | 0    | 13        | 49          | 4   |
| 8 | Suisse | 7     | 0      | 7      | 0    | 9         | 57          | 0   |

### Meilleurs buteurs
| Rang | Nom                    | Matchs joués | Buts pour | Buts contre | Points |
| ---- | ---------------------- | ------------ | --------- | ----------- | ------ |
| 3e   | Viatcheslav Starchinov | 7            | 7         | 3           | 10     |
| 3e   | Boris Maïorov          | 7            | 7         | 3           | 10     |
| 3e   | Viktor Iakouchev       | 7            | 7         | 3           | 10     |
| 9e   | Konstantin Loktev      | 7            | 4         | 5           | 9      |

### Combiné nordique
Épreuves:
- Ski de fond pendant 15 km (Trois sauts, les deux meilleurs sont comptabilisés et montrés ici.)
- saut à ski sur tremplin normal

| Athlète            | Épreuve    | Saut à ski | Saut à ski | Saut à ski | Saut à ski | Ski de fond   | Ski de fond | Ski de fond | Total      | Total             |
| Athlète            | Épreuve    | Distance 1 | Distance 2 | Points     | Rang       | Temps         | Points      | Rang        | Points     | Rang              |
| ------------------ | ---------- | ---------- | ---------- | ---------- | ---------- | ------------- | ----------- | ----------- | ---------- | ----------------- |
| Nikolay Kiselyov   | Individuel | 70,0 m     | 62,0 m     | 233,0 pts  | 3          | 51 min 49 s 1 | 220,04 pts  | 8           | 453,04 pts | Médaille d'argent |
| Vyacheslav Dryagin | Individuel | 64,5 m     | 67,0 m     | 216,2 pts  | 10         | 52 min 58 s 3 | 206,55 pts  | 12          | 422,75 pts | 7                 |
| Nikolay Gusakov    | Individuel | 66,0 m     | 69,5 m     | 223,4 pts  | 7          | 51 min 19 s 8 | 225,96 pts  | 5           | 449,36 pts | 4                 |

### Saut à ski
Les athlètes font trois sauts, les deux meilleurs sont comptabilisés et montrés ici.
| Athlète             | Épreuve         | Saut 1   | Saut 1    | Saut 2   | Saut 2    | Total     | Total |
| Athlète             | Épreuve         | Distance | Points    | Distance | Points    | Points    | Rang  |
| ------------------- | --------------- | -------- | --------- | -------- | --------- | --------- | ----- |
| Nikolay Shamov      | Tremplin normal | 71,5 m   | 96,7 pts  | 70,0 m   | 95,4 pts  | 192,1 pts | 36    |
| Nikolay Kamensky    | Tremplin normal | 72,0 m   | 100,4 pts | 73,5 m   | 100,7 pts | 201,1 pts | 21    |
| Pyotr Kovalenko     | Tremplin normal | 75,0 m   | 101,1 pts | 77,5 m   | 104,0 pts | 205,1 pts | 12    |
| Aleksandr Ivannikov | Tremplin normal | 75,0 m   | 101,6 pts | 73,5 m   | 101,7 pts | 203,3 pts | 17    |
| Nikolay Kamensky    | Grand tremplin  | 79,5 m   | 94,3 pts  | 73,0 m   | 89,9 pts  | 184,2 pts | 38    |
| Pyotr Kovalenko     | Grand tremplin  | 87,0 m   | 99,1 pts  | 81,0 m   | 102,3 pts | 201,4 pts | 20    |
| K'oba Ts'akadze     | Grand tremplin  | 87,0 m   | 99,1 pts  | 80,5 m   | 96,5 pts  | 195,6 pts | 27    |
| Aleksandr Ivannikov | Grand tremplin  | 90,0 m   | 106,8 pts | 83,5 m   | 106,5 pts | 213,3 pts | 6     |

### Patinage de vitesse
| Épreuve  | Athlète             | Course        | Course            |
| Épreuve  | Athlète             | Temps         | Rang              |
| -------- | ------------------- | ------------- | ----------------- |
| 500 m    | Boris Gulyayev      | 41 s 7        | 15                |
| 500 m    | Rafael Grach        | 41 s 4        | 10                |
| 500 m    | Vladimir Orlov      | 40 s 6        | Médaille d'argent |
| 500 m    | Yevgeny Grishin     | 40 s 6        | Médaille d'argent |
| 1 500 m  | Yevgeny Grishin     | 2 min 13 s 3  | 11                |
| 1 500 m  | Eduard Matusevich   | 2 min 12 s 2  | 6                 |
| 1 500 m  | Lev Zaytsev         | 2 min 12 s 1  | 5                 |
| 1 500 m  | Ants Antson         | 2 min 10 s 3  | Médaille d'or     |
| 5 000 m  | Muzakhid Khabibulin | 7 min 52 s 3  | 10                |
| 5 000 m  | Viktor Kosichkin    | 7 min 45 s 8  | 4                 |
| 10 000 m | Igor Ostashov       | 16 min 45 s 5 | 12                |
| 10 000 m | Viktor Kosichkin    | 16 min 19 s 3 | 6                 |
| 10 000 m | Ants Antson         | 16 min 08 s 7 | 5                 |

| Épreuve | Athlète                | Course          | Course             |
| Épreuve | Athlète                | Temps           | Rang               |
| ------- | ---------------------- | --------------- | ------------------ |
| 500 m   | Tatyana Sidorova       | 45 s 5          | Médaille de bronze |
| 500 m   | Irina Yegorova         | 45 s 4          | Médaille d'argent  |
| 500 m   | Lidiya Skoblikova      | 45 s 0 OR       | Médaille d'or      |
| 1 000 m | Valentina Stenina      | 1 min 36 s 0    | 5                  |
| 1 000 m | Irina Yegorova         | 1 min 34 s 3    | Médaille d'argent  |
| 1 000 m | Lidiya Skoblikova      | 1 min 33 s 2 OR | Médaille d'or      |
| 1 500 m | Valentina Stenina      | 2 min 29 s 9    | 7                  |
| 1 500 m | Berta Kolokoltseva     | 2 min 27 s 1    | Médaille de bronze |
| 1 500 m | Lidiya Skoblikova      | 2 min 22 s 6 OR | Médaille d'or      |
| 3 000 m | Klara Nesterova-Guseva | 5 min 22 s 5    | 4                  |
| 3 000 m | Valentina Stenina      | 5 min 18 s 5    | Médaille d'argent  |
| 3 000 m | Lidiya Skoblikova      | 5:14.9          | Médaille d'or      |